# Harwood (Missouri)
Harwood és una població dels Estats Units a l'estat de Missouri. Segons el cens del 2000 tenia 90 habitants.

## Demografia
Segons el cens del 2000, Harwood tenia 90 habitants, 37 habitatges, i 23 famílies. La densitat de població era de 347,5 habitants per km².
Dels 37 habitatges en un 21,6% hi vivien nens de menys de 18 anys, en un 54,1% hi vivien parelles casades, en un 5,4% dones solteres, i en un 37,8% no eren unitats familiars. En el 29,7% dels habitatges hi vivien persones soles el 10,8% de les quals corresponia a persones de 65 anys o més que vivien soles. El nombre mitjà de persones vivint en cada habitatge era de 2,43 i el nombre mitjà de persones que vivien en cada família era de 3,13.
Per edats la població es repartia de la següent manera: un 21,1% tenia menys de 18 anys, un 6,7% entre 18 i 24, un 20% entre 25 i 44, un 31,1% de 45 a 60 i un 21,1% 65 anys o més.
L'edat mediana era de 48 anys. Per cada 100 dones de 18 o més anys hi havia 97,2 homes.
La renda mediana per habitatge era de 21.250 $ i la renda mediana per família de 26.250 $. Els homes tenien una renda mediana de 21.146 $ mentre que les dones 11.250 $. La renda per capita de la població era d'11.028 $. Entorn del 9,1% de les famílies i el 15,8% de la població estaven per davall del llindar de pobresa.

## Poblacions més properes
El següent diagrama mostra les poblacions més properes.